# West Isles
West Isles es una parroquia canadiense situada en la provincia de Nuevo Brunswick.

## Superficie
West Isles tiene una superficie de 38,32 km².

## Demografía
En 2021, tenía 718 habitantes, una densidad poblacional de 18,7 hab./km², y 475 viviendas.